# Lúcio Técio Juliano
Lúcio Técio Juliano (em latim: Lucius Tettius Julianus) foi um senador romano nomeado cônsul sufecto para o nundínio de maio a junho de 83 com Terêncio Estrabão Erúcio Homulo. É possível que ele seja irmão do prefeito do Egito Caio Técio Africano, que se casou com Funisulana Vétula, a filha de Lúcio Funisulano Vetoniano, cônsul sufecto em 78.

## Carreira
Juliano foi legado Legio VII Claudia, uma das três legiões estacionadas na Mésia comandadas por Marco Apônio Saturnino, e, juntamente com seus companheiros legados, recebeu condecorações militares em consequência de uma vitória deles sobre os roxolanos, uma tribo sármata. Logo em seguida Apônio Saturnino tentou matar Técio, aparentemente por causa de uma rixa antiga. Técio escapou cruzado o monte Haemus e Lúcio Vipstânio Messala, comandante de uma de suas coortes o substituíu. Por conta disto, não participou dos combates e nem das intrigas palacianas do ano dos quatro imperadores, embora a legião que ele comandava ter apoiado Vespasiano, que o nomeou pretor depois de chegar ao trono. Apesar disto, o Senado não permitiu que ele assumisse o posto depois que ele foi acusado de desertar o seu posto como legado de sua legião na Dácia quando ela se declarou a favor de Vespasiano e conferiu o título a Plócio Gripo em 1 de janeiro de 70. Uns poucos dias depois recuperou o posto quando se soube que havia fugido para junto de Vespasiano, mas Gripo manteve seu posto.
Técio foi legado da III Augusta entre 80 e 82, uma posição que o tornava o governador de facto da Numídia. Logo depois foi cônsul sufecto em 83.  Depois da invasão da Mésia pelos dácios, que saquearam toda a província e assassinaram Ópio Sabino, o governador. Domiciano seguiu para lá com Cornélio Fusco, seu prefeito pretoriano, e reforços em agosto de 86. Uma vez lá, ele dividiu a província em Baixa e Alta Mésia e trasladou três novas legiões à fronteira do Danúbio. Liderados por Técio Juliano, empossado governador da Mésia Superior, os romanos voltaram a invadir a Dácia em 87, e conseguiram derrotar Decébalo no mesmo lugar onde Fusco fora derrotado um ano antes 88. Técio ficou lá até 90 e depois desapareceu da história.